# Onvergeeflijke Vloeken
De Onvergeeflijke Vloeken (Engels: The Unforgivable Curses) zijn drie toverspreuken uit de Harry Potterboekenserie van J.K. Rowling.

## Achtergrond
De Onvergeeflijke Vloeken worden in de wereld van Harry Potter in de regel gebruikt door heksen en tovenaars die voor de Duistere Zijde gekozen hebben, bijvoorbeeld zij die voor Heer Voldemort werken. Tijdens de Eerste Tovenaarsoorlog was het Schouwers ook toegestaan de Onvergeeflijke Vloeken te gebruiken om Dooddoeners in te kunnen rekenen. Harry en zijn klasgenoten van Zweinsteins Hogeschool voor Hekserij en Hocus-Pocus leren in hun vierde jaar van Bartolomeus Krenck Jr., die zich toen voordeed als Alastor Dolleman, wat de Onvergeeflijke Vloeken zijn en welk effect ze hebben.
Op zich is het uitspreken van een Onvergeeflijke Vloek niet moeilijk. Het enige dat men hoeft te doen, is de incantatie uit te spreken. Een voorwaarde voor het daadwerkelijke slagen van de vloek is echter dat de gebruiker daadwerkelijk haat moet voelen, en de intentie moet hebben om de tegenstander echt iets aan te doen. Volgens Bellatrix van Detta moet men er zelfs van willen genieten: rechtschapen woede volstaat niet. Tevens moet een magiër ook bedreven en sterk genoeg zijn om de spreuk te gebruiken. Zo vertelt Krenck vermomd als Dolleman in het vierde boek zijn klas dat zelfs als ze allemaal tegelijk de Avada Kedavra-spreuk tegen hem zouden gebruiken, hij er waarschijnlijk nog niet eens een bloedneus aan over zou houden.
Vanwege hun aard zijn de vloeken in de tovenaarsgemeenschap bij wet verboden. Het uitspreken van een enkele Onvergeeflijke Vloek op een andere Tovenaar of Dreuzel is genoeg voor een levenslange gevangenisstraf in Azkaban (zoals Bartomolus Krenck, vermomd als Dwaaloog Dolleman zei in het 4e boek "het gebruik ervan is genoeg voor een levenslang verblijf in Azkaban!"  en in de 4e film: "Als je ze gebruikt krijg je een enkeltje Azkaban!").

## De Vloeken

### De Cruciatusvloek
Deze vloek, die wordt uitgesproken als "Crucio", veroorzaakt helse pijnen bij degene over wie de spreuk wordt uitgesproken, alsof de zenuwuiteinden van die persoon in brand worden gestoken. Tijdens de Eerste en Tweede Tovenaarsoorlog werd deze spreuk vooral gebruikt door Voldemort en zijn Dooddoeners om hun tegenstanders te martelen en zodoende informatie uit hen los te krijgen.
Professor Alastor Dolleman (blijkt later Bartolomeus Krenck Jr. te zijn) zegt hierover tijdens een college van Verweer Tegen de Zwarte Kunsten "Je hebt geen duimschroeven of messen meer nodig als je de Cruciatusvloek kent".
Een van de bekendste gevallen waarbij de Cruciatusvloek is gebruikt is bij het martelen van de schouwers Frank en Lies Lubbermans (de ouders van Marcel), door Bellatrix en Rodolphus van Detta.
"Crucio" is Latijn voor "ik martel".

### De Imperiusvloek
Door middel van deze vloek, die wordt uitgesproken als "Imperio", kan men zijn of haar tegenstander volledig onder controle krijgen. Hij of zij doet alles wat je wilt. Het is erg moeilijk om je ertegen te verzetten. De ontvanger van de vloek voelt zich vredig en licht als een veertje wanneer de vloek over hem of haar wordt uitgesproken, en voelt dus geen reden om weerstand te bieden. Tijdens de Eerste Tovenaarsoorlog werd deze vloek veel gebruikt. Het was daardoor voor het Ministerie van Toverkunst erg moeilijk om te bepalen welke tovenaar vrijwillig handelde en welke er onder de invloed van Heer Voldemort of zijn handlangers verkeerde.
Hoewel de vloek in het begin vaak krachtig werkt kan de persoon in kwestie na een tijdje zich langzaam tegen de vloek gaan verzetten. Sommige tovenaars zijn krachtig genoeg om zich direct tegen de spreuk te verzetten. Harry Potter is daar een van.
Harry Potter heeft deze vloek in deel 7 ook gebruikt om in te breken bij de tovenaarsbank Goudgrijp.
"Imperio" is Latijn voor "ik beveel".

### De Vloek des Doods
Deze vloek, die wordt uitgesproken als "Avada Kedavra", is dodelijk. Wanneer hij wordt uitgesproken zie je een groene lichtflits en hoor je een ruisend geluid, en vervolgens valt de ontvanger dood neer. Behalve dat de persoon dood is, heeft hij geen schrammetje. Eventuele Dreuzels staan dan vaak ook voor een raadsel, als men een dode onderzoekt. Er is maar één persoon die deze vloek tot nu toe heeft overleefd, en dat is Harry Potter. Hij heeft er wél een schrammetje aan overgehouden: het bliksemvormige litteken op zijn voorhoofd.
Bekende slachtoffers in de boeken die door de vloek des doods zijn overleden:
- Lily Potter
- James Potter
- Marten Vilijn Sr.
- Berta Kriel
- Carlo Kannewasser
- Albus Perkamentus
- Clothilde Bingel
- Alastor Dolleman
- Stavlov
- Gellert Grindelwald
- Frank Braam
- Voldemort (terugslag van zijn eigen spreuk) (in boek 1: door het proberen van het doden van Harry; In boek 7: door het Weigeren van de Zegevlier om zijn echte meester te doden)
- Igor Karkaroff

In de film wordt ook Sirius Zwarts geraakt door deze vloek, waardoor hij zijn evenwicht verliest en door een poort valt. Zijn lichaam vervaagt en verdwijnt dan, langzaam. Harry wordt hierdoor furieus. De vloek die Bellatrix van Detta gebruikte was hoogtwaarschijnlijk een "Avada Kedavra"- vloek. Eveneens als in de boeken valt Zwarts door dezelfde mysterieuze poort. Deze poort zou naar de Dood leiden, dit wordt bevestigd door Loena Leeflang, die zegt: "En het is niet dat ik mijn moeder nooit meer zal zien. Je hoorde ze toch? Achter de poort?" Dit zou betekenen dat er iets is na de dood, en het via de desbetreffende poort in het Departement van Mystificatie  bereikt kan worden. Heer Voldemort was niet echt dood, omdat hij Gruzielementen had.
De toverspreuk komt uit het Aramees: "Adhadda Kedhabhra" = "Laat het ding vernietigd worden".

## Bijzonderheden
1. De ouders van Marcel Lubbermans, Frank en Lies Lubbermans, zijn door Bellatrix van Detta, Rodolphus van Detta, Rabastan van Detta en Bartolomeus Krenck Jr. (handlangers van Voldemort) gemarteld met de Cruciatusvloek en zijn hierdoor krankzinnig geworden. Ze verblijven in St. Holisto's Hospitaal voor Magische Ziektes en Zwaktes, het ziekenhuis voor tovenaars.
2. De ouders van Harry Potter, James en Lily Potter, zijn door Voldemort persoonlijk vermoord door middel van de Vloek des Doods.
3. Severus Sneep heeft Albus Perkamentus gedood met dezelfde Vloek des Doods.
4. Tijdens het Toverschool Toernooi spreekt Alastor Dolleman (die later Bartolomeus Krenck Jr. bleek te zijn) de Imperiusvloek uit over Viktor Kruml, die daardoor Carlo Kannewasser moet martelen met de Cruciatusvloek.
5. Harry Potters moeder heeft haar leven gegeven voor Harry, toen Voldemort hem probeerde te doden met de Vloek des Doods, en heeft daarmee Harry een uiterst krachtige magische bescherming tegen Voldemort gegeven. Hierdoor overleefde Harry (tweemaal zelfs), en is Voldemort ten onder gegaan. Voldemort zelf wist niets van deze magie, omdat hij is verwekt onder de invloeden van Amortentia (de sterkste liefdesdrank). Hierdoor heeft hij geen besef van liefde, en zal hij nooit de effecten van het offer van Lily Potter begrijpen.
6. Igor Karkaroff wordt terloops vermeldt in boek 6, waarin wordt gezegd dat hij door andere dooddoeners is vermoord. "Het is knap dat hij het nog een jaar heeft volgehouden," desbetreffend zijn vluchtpoging na de Derde uitdaging in het vierde boek.